# Cumulonimbus

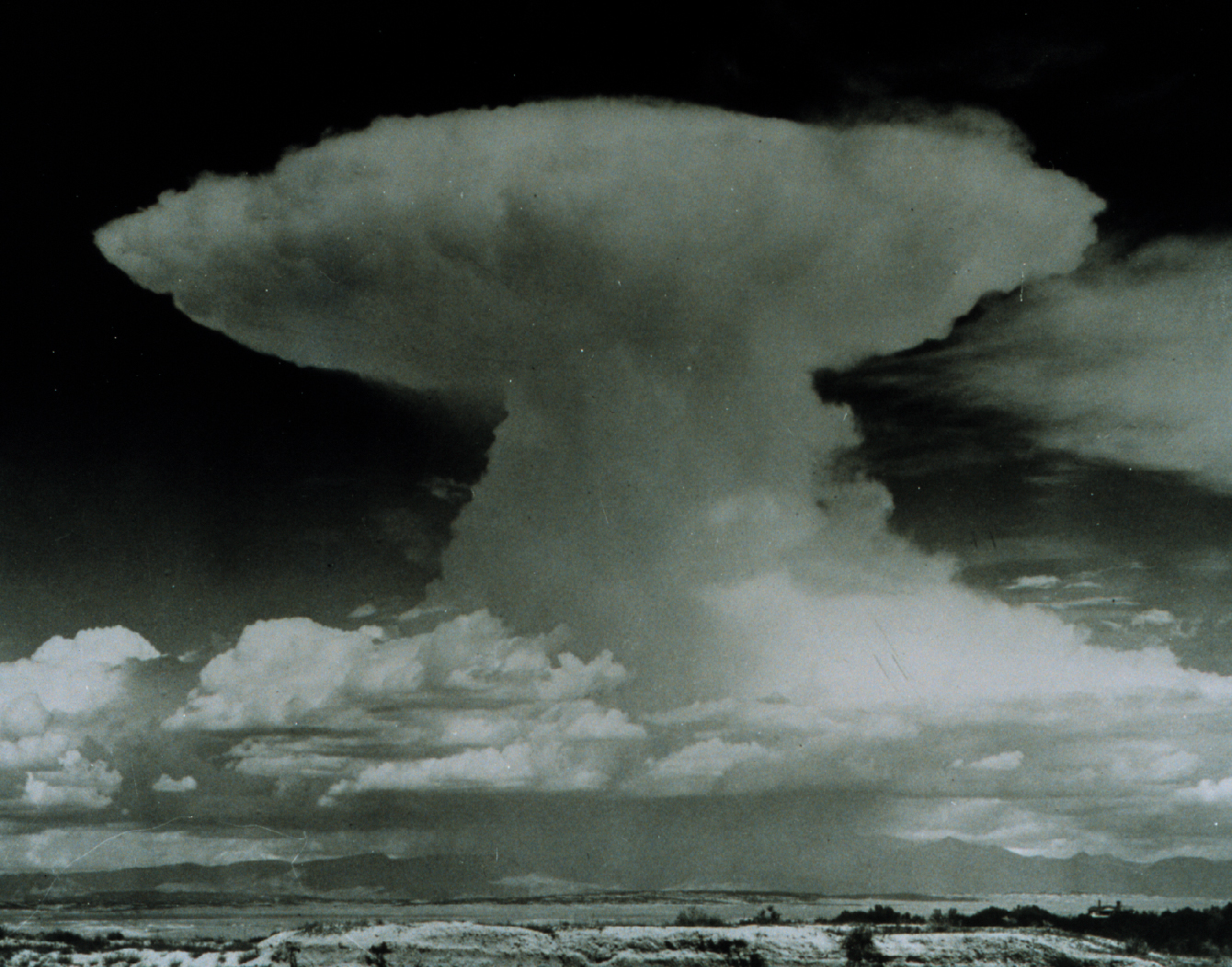
Cumulonimbus med särskild utpräglat städ.

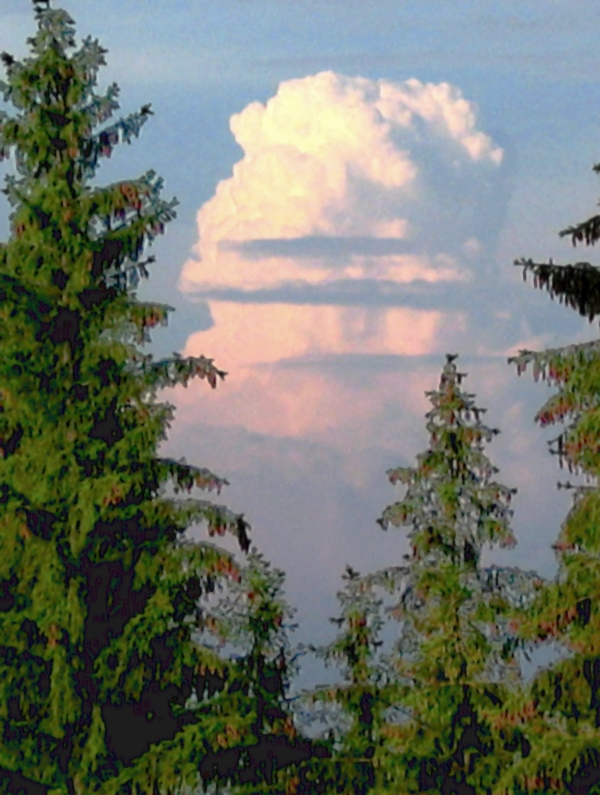
Cumulonimbus utan städ.

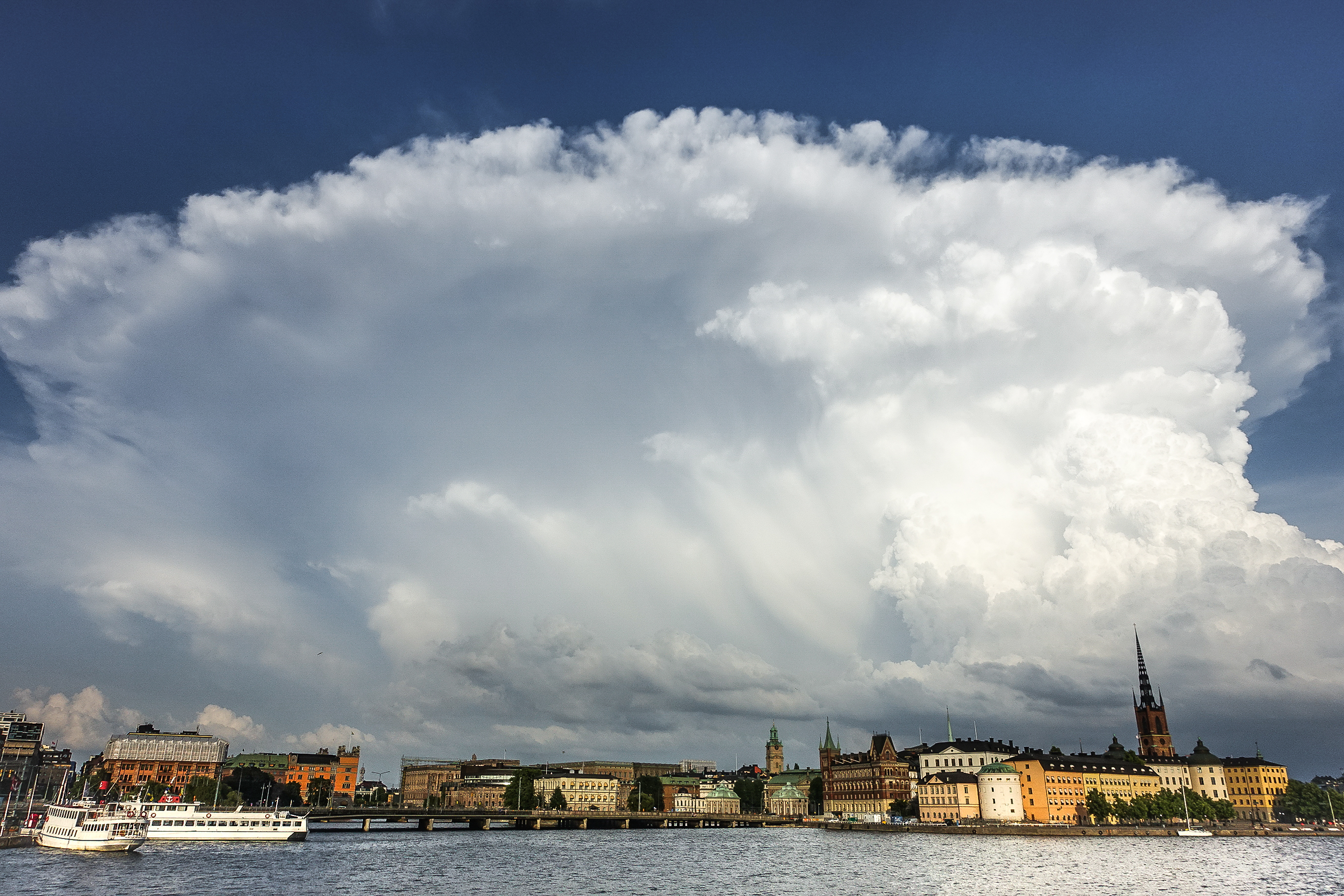
Cumulonimbus capillatus över Stockholm kl. 19.03 den 2 augusti 2018.

Cumulonimbus, även kallade bymoln eller åskmoln, förkortning Cb, är ett huvudmolnslag som uppstår ur upptornade cumulusmoln. Bymoln kallas ofta åskmoln då de ofta åstadkommer både kommande nederbörd och åska. Molnen sträcker sig ofta från cirka 2 500 meter ända upp till 23 000 meter eller mer. Det karaktäristiska utseendet hos ett bymoln innefattar ofta det så kallade städet som formas där uppvindarna vanligtvis avstannar vid tropopausen. Städet är en slöjliknande del bestående av iskristaller i överdelen av molnet. När temperaturen vid tropopausen börjar stiga är molnets uppvindar förhållandevis kallare, och den fuktiga luften sprids åt sidorna. När molnet uttömt sin kraft brukar det omvandlas till andra molntyper eller upplösas helt. De sista resterna av ett sommaråskväder är ofta ett långlivat cirrusmoln med en karakteristisk form.
Följande molnarter förekommer av cumulonimbus:
- Cumulonimbus calvus – cumulonimbus utan cirrusinslag
- Cumulonimbus capillatus – cumulonimbus med cirrusinslag

Ytterligare kännetecken hos och följemoln till Cumulonimbus:
- arcus (arc) – ”båge”, moln med främre rundad del
- incus (inc) – ”städ”, cumulunibus med städ
- mamma (mam) – "juverformad", "påsig", nedhängande juver- eller bröstliknande utväxter
- pannus (pan) – "formad som ett tygstycke", "trasa", följemoln bestående av sönderrivna moln under huvudmolnet
- pileus (pil) – "hätta", följemoln i form av en liten hätta med liten horisontell utsträckning
- praecipitatio (pra) – "regnande", nederbörd som når marken
- tuba (tub) – "trumpetformad", hängande molnpelare som avslöjar en virvel under molnet
- velum (vel) – "segelformad", följemoln bestående av ett slöjliknande moln hopsmält med övre delen av ett moln av cumulusform
- virga (vir) – ”fallstrimmor”, nederbörd som ej når marken